# هارولد اندروز (لاعب كرة قدم)
هارولد اندروز (بالإنجليزية: Harold Andrews)‏ (13 أغسطس 1903 بلنكولن في المملكة المتحدة - 1 أغسطس 1988) هو لاعب كرة قدم بريطاني (وحمل سابقاً جنسية المملكة المتحدة لبريطانيا العظمى وأيرلندا) في مركز الهجوم. لعب مع نادي بارنسلي ونادي لوتون تاون ونوتس كاونتي ولينكولن سيتي أف سي وأكرينجتون ستانلي ‏.